# Synagoge Trimbach (Bas-Rhin)

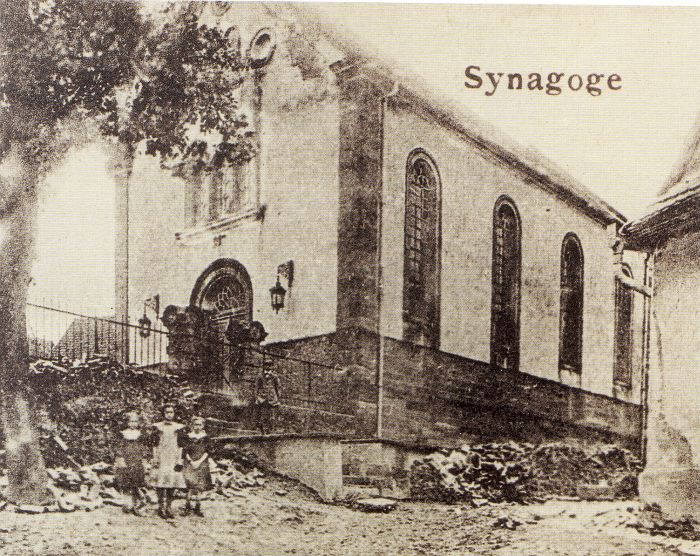
Synagoge in Trimbach

Die Synagoge in Trimbach, einer französischen Gemeinde im Département Bas-Rhin in der Region Grand Est, wurde 1865 errichtet. Die Synagoge befand sich in der Rue de la Synagogue.
Sie wurde in den 1960er Jahren abgerissen.